# Miguel Woodward Iribarri
Miguel Woodward Iribarry (Valparaíso; 15 de diciembre de 1930-Ibídem; 22 de septiembre de 1973), fue un sacerdote chileno-británico.

## Biografía
Nació en Valparaíso en 1930 en el seno de una distinguida familia. Sus padres fueron el irlandés Edward Gerard "Roy" Woodward, empresario, y la chilena Mary Iriberry, hija de Federico Iriberry (de ascendencia vasca) y de madre (de apellido Cannon) descendiente de irlandeses. Sus estudios secundarios los realizó en Inglaterra en un internado dirigido por monjes benedictinos. A los 18 años inició los estudios de Ingeniería, graduándose de Ingeniero Civil en la década de 1950. Una vez titulado regresó a Chile e ingresó al seminario; el obispo Raúl Silva Henríquez lo ordenó sacerdote diocesano en la Catedral de Valparaíso en 1961. Ese año, su familia, decidió mudarse a Inglaterra pero Miguel Woodward optó por permanecer en Valparaíso.
Como muchos sacerdotes de esa época imbuido de los vientos transformadores del Concilio Vaticano II, quiso ser sacerdote obrero, y se puso a trabajar como tornero en los Astilleros Las Habas, en el puerto de Valparaíso y también fue profesor del CESCLA (Centro de Estudios y Capacitación Laboral), de la Universidad Católica de Valparaíso.
En 1969 renunció a la Parroquia de Peñablanca y se incorporó al ejercicio religioso público: Construyó una casita en la Población Progreso, en el Cerro Los Placeres de Valparaíso, donde encabezó una comunidad religiosa. Fue parte del movimiento Cristianos por el Socialismo y simpatizó con el gobierno de Salvador Allende. Ingresó al partido MAPU (Movimiento de Acción Popular Unitaria) y fue dirigente local de las Juntas de Abastecimiento y Precios (JAP) que dirigía el general Alberto Bachelet.
Luego, entró en conflicto con la autoridad eclesiástica de Valparaíso, el obispo Emilio Tagle Covarrubias, por lo que fue apartado de las prácticas sacerdotales.
Fue detenido por miembros de la Inteligencia Naval, aproximadamente el 16 de septiembre de 1973, en su casa de la Población Progreso. Fue torturado primero en la Universidad Técnica Federico Santa María, y luego al Buque Lebu y finalmente al Buque Escuela Esmeralda, barcos que eran utilizados por la Armada de Chile como lugares de detención de prisioneros políticos después del golpe militar del 11 de septiembre de 1973.
Tras su muerte, se le envió a la familia del sacerdote en Inglaterra, un certificado de defunción, donde se anotaba la causa de muerte como paro cardíaco. Sin embargo, la Armada ocultó su cuerpo y falsificó su certificado de defunción, sepultándolo clandestinamente, presuntamente en el Cementerio de Playa Ancha, el 25 de septiembre, en una fosa común.
Hoy existe un memorial, frente al mar, en esa necrópolis, que resguarda su memoria. El memorial es una placa de piedra con la inscripción “Aquí en una fosa común, yacen cuerpos abrazados. Otros cuerpos, solos, yacen en tierras cercanas y en el mar. Un nombre les representa: Miguel Woodward Yriberry, 1932-1973”.
El Memorial fue inaugurado en presencia del Subsecretario de Relaciones Exteriores, Cristián Barros y del embajador del Reino Unido en Chile, Howard Drake, familiares y amigos del sacerdote Miguel Woodward.
El caso de Miguel Woodward se inscribe dentro de las complejas y confusas relaciones que vivieron en Chile, la Iglesia y el Estado durante los años 1970 y 1980.

## Investigaciones sobre su muerte
Según los informes de la Organización de Estados Americanos (OEA) y Amnistía Internacional, unas 110 personas fueron llevadas al buque-escuela Esmeralda, pero solo Woodward figura como muerto a causa de los interrogatorios y torturas, como así consta en el Informe Rettig.
El Consejo de Defensa del Estado (CDE) se hizo parte de la causa judicial por su muerte en 1973, a través de la presentación de una querella criminal en contra de quienes resulten responsables de su muerte. La decisión del CDE se basa en el Art. 5 e) de su Ley Orgánica referido a "hechos que puedan originar grave daño social o cuando sea conveniente para los intereses del Estado o de la sociedad".
En marzo del 2006 la Armada de Chile hizo llegar a la jueza de Valparaíso, Eliana Quezada, que instruye el proceso por la muerte y desaparición del cuerpo del sacerdote chileno-británico Miguel Woodward, la bitácora del buque-escuela donde se registró el ingreso del religioso.
Refiriéndose al acto de entrega de esta bitácora treinta y tres años después de ocurridos los sucesos a bordo de la Esmeralda, el secretario general de la institución, el contraalmirante Cristián Millar manifestó que: "esto demuestra que la Armada y su comandante en jefe, el almirante Rodolfo Codina, están con la mejor disposición de seguir contribuyendo con las investigaciones, para que todo esto llegue a su término. También es relevante esta entrega porque los antecedentes que aparecen en ese documento pueden ser muy contribuyentes para la investigación que desarrolla la jueza”.
Finalmente, el 18 de abril de 2008 -34 años después de su muerte y a seis años de abierta la investigación- la jueza Eliana Quezada ordenó la detención de seis personas por el asesinato de Miguel Woodward: cuatro vicealmirantes, un capitán de navío y un teniente primero todos ya retirados de la Armada de Chile, un mes más tarde serán dejados en libertad por falta de pruebas.
El 18 de mayo de 2011, un juez chileno dicta una nueva acusación contra 10 exuniformados de la Armada de Chile por las responsabilidades en la muerte del sacerdote Miguel Woodward Iribarri, además de determinar, sobre la base de abundantes antecedentes recopilados, que el buque escuela Esmeralda, buque de instrucción naval de la Armada de Chile, fue utilizado como centro de vejámenes y torturas contra prisioneros políticos luego del golpe militar en Chile el 11 de septiembre de 1973, entre los cuales estuvo el sacerdote.
El 22 de julio de 2011, la Corte de Apelaciones de Valparaíso confirmó el sobreseimiento de 19 oficiales en retiro que habían sido procesados por la desaparición del sacerdote británico-chileno Miguel Woodward durante la dictadura de Augusto Pinochet. El abogado querellante del caso, Boris Paredes, dijo hoy que estudia ahora presentar ante la Corte Suprema un recurso de queja contra el fallo del jurado, que tildó de “aberrante”.